# Rupert Schenk
Rupert Schenk, född 2 november 2001, är en tysk bobåkare.

## Karriär
Vid VM 2024 i Winterberg tog Schenk brons tillsammans med Adam Ammour, Issam Ammour och Benedikt Hertel i fyrmannabob.